# Handzame

Handzame é uma vila e deelgemeente do município belga de Kortemark, província de  Flandres Ocidental. Em 1999, tinha 3.051 habitantes numa área de 13,63 km².